# London Engine Company
London Engine Company war ein britischer Automobilhersteller, der zwischen 1912 und 1913 in den Phonophore Works in Southall (Middlesex) Fahrzeuge herstellte. Der Markenname lautete L.E.C.
Das einzige Modell war ein Cyclecar. Sein wassergekühlter Zweizylindermotor mit 1080 cm³ Hubraum leistete 10 PS (7,4 kW). Weiter verfügte das Fahrzeug über ein Dreiganggetriebe und einen Riemenantrieb.
Im Jahr 1913 wurden unter der Marken Médinger ebenfalls Cyclecars mit Zweitaktmotor und einer Telefonanlage von L.E.C. gebaut.